# Ivan Vladislav

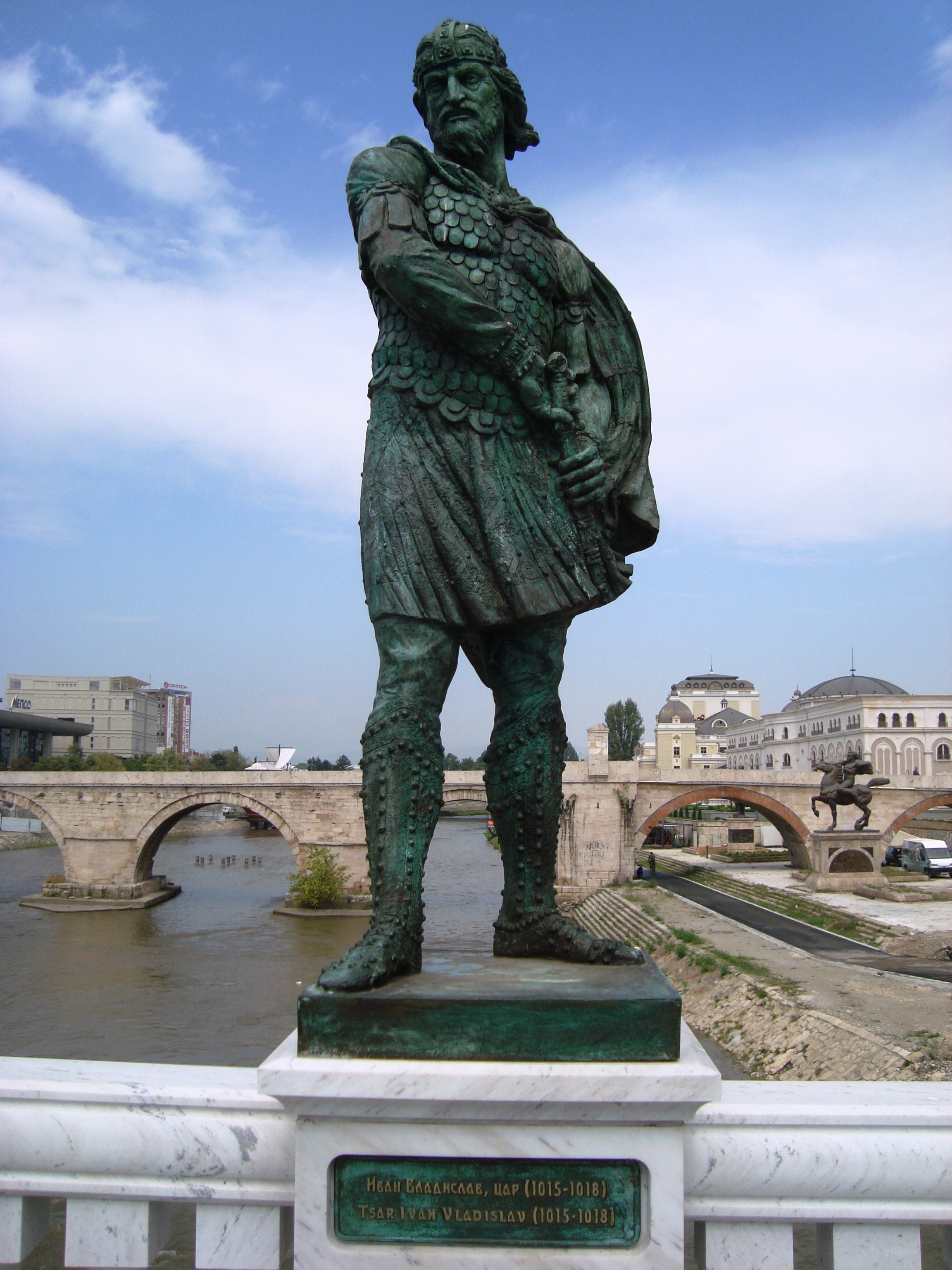
Standbeeld in Skopje

Ivan Vladislav van Bulgarije (Bulgaars: Иван Владислав) (ca. 965 - Durrës (stad), februari 1018) was tsaar van Bulgarije.

## Jeugd en weg naar de troon
Ivan was de zoon van Aron, die een broer was van Samuel van Bulgarije. Aron, Samuel en hun broers hadden een succesvolle opstand tegen het Byzantijns bestuur geleid. Hun broers sneuvelden in de opstand en in 976 liet Samuel zijn broer Aron en zijn gezin ter dood brengen op beschuldiging van verraad. Inderdaad zou Aron op eigen gezag onderhandelingen hebben gevoerd met de keizer maar door Arons dood kreeg Samuel ook de alleenheerschappij in Bulgarije. Ivan ontsnapte aan de dood omdat hij door Samuels zoon Gavril Radomir in bescherming werd genomen.
In 1014 overleed Samuel en werd hij opgevolgd door Gavril. Door de verpletterende nederlaag bij Kleidion in 1014 had het Bulgaarse leger veel van zijn kracht verloren. Gavril moest werkeloos toezien hoe keizer Basileios II Boulgaroktonos eerst de stad Edessa (Griekenland) veroverde en daarna het fort van Almopia belegerde. De onvrede onder de Bulgaarse adel nam toe en Ivan was hun aangewezen leider. Toen Almopia in de zomer van 1015 moest capituleren, was dit de aanleiding voor Ivan om te handelen: Tijdens een jachtpartij vermoordde hij Gavril en daarna riep hij zichzelf uit tot tsaar.

## Tsaar
Het eerste wat Ivan deed was om een boodschap aan Basileios te sturen, die Basileios al vijf dagen na de val van Almopia ontving. In de brief rapporteerde Ivan dat hij Gavril eigenhandig had gedood en dat hij zich nederig onderwierp aan de Byzantijnse macht.
Toen Ivan zijn positie als tsaar veilig had gesteld begon hij echter met een politiek tegen de dreigende Byzantijnse bezetting. Basileios begreep dat Ivan hem zand in de ogen had gestrooid en gaf de hoge Bulgaarse edelman Theodorus, die als gijzelaar/gevangene aan het Byzantijnse hof verbleef, de opdracht om Ivan te vermoorden. Theodorus nam hiervoor een Bulgaarse huurmoordenaar in de arm maar die vond het makkelijker om Theodorus te vermoorden. Ondertussen trok Basileios naar Ohrid. Basileios kon Ohrid makkelijk veroveren en verwoestte het paleis van de tsaren daar. Toen hij in Ohrid was kreeg Basileios het bericht dat Ivan de stad Durrës belegerde en dat Byzantijnse troepen die de verbindingen naar Thessaloniki (stad) moesten beveiligen, waren vernietigd door de Bulgaarse generaal Ivats. Basileios had geen keuze dan een garnizoen achter te laten in Ohrid en zich zelf terug te trekken naar Thessaloníki. Ohrid werd snel weer veroverd. Basileios stuurde eenheden naar Strumica en Sofia (stad) om die streken te plunderen.

### 1016
Ivan gebruikte zijn tijd om zijn positie zo veel mogelijk te versterken. Al in oktober 1015 begon hij met het herstel van oorlogsschade aan Bulgaarse forten. In 1016 vroeg hij zijn formele vazal Johannes Vladimir, vorst van Duklja om naar zijn hof in Prespa (bij het Prespameer) te komen. Johannes Vladimir was getrouwd met Theodora, de zuster van Gavril en zij vertrouwde de uitnodiging niet. Meerdere malen gaf Ivan verzekering van zijn goede bedoelingen en hij gaf een vrijgeleide aan Johannes Vladimir, wat werd gegarandeerd door de Bulgaarse patriarch David. Johannes Vladimir besloot naar Ivan te gaan en kwam op 22 mei aan in Prespa, en werd daar onmiddellijk onthoofd. Het Byzantijnse leger was in het voorjaar van 1016 begonnen aan het beleg van Pernik (stad). Na drie maanden en grote verliezen, moesten de Byzantijnen zich terugtrekken op Mosynopolis.

### 1017
In 1017 nam Basileios het initiatief. Hij stuurde eenheden onder Constantijn Diogenes, vader van keizer Romanos IV Diogenes, om het dal van de Vardar te plunderen, en veroverde het fort van Longos (in Trikala (departement)). Daarna belegerde hij Kastoria (stad). Daar kreeg Basileios het bericht dat de Bulgaren een bondgenootschap hadden gesloten met de Petsjenegen. Basileios brak het beleg op en trok naar de Donau om een Petsjegeens leger te onderscheppen. Daar bleken de berichten niet waar te zijn en hij trok weer naar het zuiden. Hij was net op tijd om zijn troepen in het Vardar-dal te redden die in Bulgaarse hinderlaag waren gelopen. Hierna trok het Byzantijnse leger zich terug naar het winterkamp.

### Dood
In 1018 stierf Ivan tijdens de belegering van Durës. Omdat hun zoons nog jong waren, onderhandelde zijn weduwe Maria een overgave met Basileios. De meeste Bulgaarse aanvoerders gaven zich daarop inderdaad over en werden rijk beloond. Drie zoons van Ivan probeerden het verzet nog door te zetten maar moesten zich later in 1018 ook overgeven. Maria werd met haar kinderen in Constantinopel gevestigd. Zij ontving rijke giften, nam de naam Zoë aan en kreeg de titel patrikia. Zij wordt voor het laatst vermeld ca. 1030.

## Kinderen
Ivan en Maria (haar ouders zijn onbekend), kregen de volgende kinderen:
- Fružin, ook Prouzianos genoemd, (ovl. na ca. 1030), zette na de dood van zijn vader met Alusianus en Ibatzes het verzet nog enige maanden voort maar moest zich overgeven. Hij kreeg adellijke titels en werd generaal in het Byzantijnse leger. Omstreeks 1030 werd hij beschuldigd van verraad, blind gemaakt en verbannen naar een klooster.
- Alusianus
- Aaron (ovl. na 1059), maakte carrière in het Byzantijnse bestuur. Werd in 1040 magister, ca. 1049 hertog van Vaspurakan en Ani (stad), ca. 1055 hertog van Edessa, ca. 1057 proedros (de hoogste hoftitel voor iemand buiten de keizerlijke familie), 1059 hertog van Mesopotamië. Ook zijn zoons Theodoros en Rhodomeros bereikten hoge functies. Aaron had ook nog minstens een buitenechtelijke zoon, die twee zoons had die betrokken waren bij een samenzwering tegen Alexios I Komnenos.
- Trajanus, getrouwd met een hoge Byzantijnse edelvrouw, ze kregen een dochter Maria Troiane die trouwde met medekeizer Andronikos Dukas.
- onbekende zoon
- Ibatzes, gaf zich niet over aan het Byzantijnse leger en werd uiteindelijk gevangengenomen, blind gemaakt en gedood.
- Catharina, getrouwd met Isaäk I Komnenos. Na zijn dood trad ze met hun dochter in een klooster en nam de naam Helena aan.
- onbekende dochter, getrouwd met Romanos Kourkouas uit een vooraanstaande militaire familie, die door Constantijn VIII ca. 1025 blind werd gemaakt.